# Hymenophyllum stenocladum
Hymenophyllum stenocladum är en hinnbräkenväxtart som först beskrevs av Ren-Chang Ching och P. S. Chiu, och fick sitt nu gällande namn av Kunio Iwatsuki. Hymenophyllum stenocladum ingår i släktet Hymenophyllum och familjen Hymenophyllaceae. Inga underarter finns listade.